# 秋桐豫
秋桐豫（约1849年—？）又名凤桐，字青士，号清墅，浙江绍兴县人，清朝及中华民国政治人物。

## 生平
他是清朝增贡生。此后他历任黑龙江分巡道、黑龙江提法使，历署吉林府知府、黑龙江民政使、高等审判厅厅丞、司法筹备处处长，历充奉天督署幕职、吉林将军行营总文案、边防粮饷局暨发审局总理、釐捐局会办、荒务局帮办、兼学务处裁判处暨商埠局总办、法律馆谘议。
中华民国成立后，他继续任黑龙江民政使，任至1912年8月29日。1914年，他任约法会议议员。1917年1月18日，他任安徽省政务厅长，任至1918年。
此后其生平不详。

## 家庭
他是秋瑾的从叔。秋瑾称他“清墅叔”。